# 성난 군중으로부터 멀리

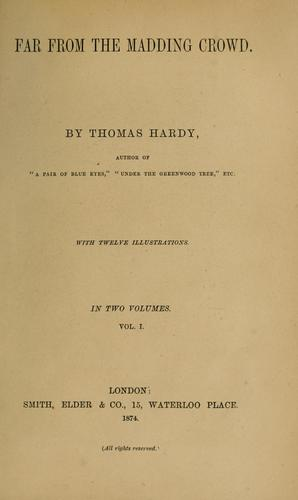

《성난 군중으로부터 멀리》(영어: Far from the Madding Crowd 파 프롬 더 매딩 크라우드[*])는 토머스 하디의 1874년 소설이다. 만화, 연극 무대, 영화, 드라마 등으로 각색되었다. 2015년 공개된 영화 《성난 군중으로부터 멀리》는 해당 소설을 원작으로 한 작품으로, 캐리 멀리건이 주연을 맡았다.